# Blindicide RL-83
Blindicide RL-83 — бельгийский гранатомёт. Его предназначениями являются: поражение бронированной техники и разрушение укреплений и укрытий.
Стрельба ведётся кумулятивными гранатами. Гранатомёт оснащён плечевым упором, сошкой и рамочным прицелом.
Имеет стальной щиток с прорезями, застеклёнными оргстеклом, для защиты глаз от пороховых газов и пламени.